# Ipala (Tikaré)
Pour les articles homonymes, voir Ipala.
Ipala est une localité située dans le département de Tikaré de la province du Bam dans la région Centre-Nord au Burkina Faso. 

## Géographie
Ipala est située à 6 km au nord-ouest de Tikaré, le chef-lieu du département, et à environ 25 km à l'ouest de Kongoussi. Le village est au nord d'Ansouri et de la route nationale 15.

## Éducation et santé
Le centre de soins le plus proche d'Ipala est le centre de santé et de promotion sociale (CSPS) de Tikaré tandis que le centre médical avec antenne chirurgicale (CMA) de la province se trouve à Kongoussi.